# Караганов, Пётр Михайлович
Пётр Михайлович Караганов (17 (29) ноября 1878, село Богородское, Томский уезд — 18 марта 1921, Томск) — русский врач, специалист по судебной медицине, профессор на кафедре судебной медицины и токсикологии Томского государственного университета; с 1920 года являлся заведующий кафедрой судебной медицины.

## Биография
Пётр Караганов родился 17 (29) ноября 1878 года в селе Богородское (Томский уезд) — в семье крестьянина Михаила Федоровича Караганова; уже после рождения сына Караганов-старший был причислен к мещанскому сословию города Томска. Матерью Петра была Ирина Петровна Караганова. Среднее образование Пётр получил в Томской мужской гимназии, которую он окончил в 1899 году, получив серебряную медаль. В том же году он поступил на медицинский факультет Томского университета, который он окончил в 1907 году (с отличием), получив степень лекаря.
В феврале 1908 года Пётр Караганов сдал экзамены (в родном университете) и был утвержден в звании уездного врача. С 1 декабря 1907 года он являлся сверхштатным помощником прозектора, работая на кафедре судебной медицины. В тот период в круг его обязанностей входила работа на станции для приготовления преципитирующих сывороток, использовавшихся с судебно-медицинских целях — для определения группы крови. На той же станции также Караганов участвовал в приготовлении эритропреципитинов человека и специальной гемолитической сыворотки, с помощью которой производилась реакция Вассермана (RW, экспресс-диагностика сифилиса). Помимо этого, Караганов собрал в судебно-медицинской лаборатории обширную коллекцию различных преципитирующих сывороток. В тот период одним из его наставников был профессор и будущий ректор Михаил Попов.
Научная деятельность Петра Караганова имела преимущественно судебно-химическое направление: в частности, он пытался упростить процесс получение преципитирующих сывороток (использовавшихся для распознавания кровяных пятен) и проверить различные способы их получения. В результате он предложил новый для своего времени способ приготовления и хранения преципитирующих сывороток: метод заключался в запаивании готовых сывороток без добавки каких-либо консервирующих веществ в стерильные трубочки; перед запаиванием сыворотки предварительно фильтровались через специальный очищающий фильтр.
В 1913 году в родном университете Пётр Караганов защитил диссертацию на соискание ученой степени доктора медицины — на тему «Материалы по приготовлению, сохранению и применению преципитирующих сывороток для судебно-медицинских целей». Согласно отзыву профессора Попова, данная работа представляла собой «обширную и единственную в русской литературе монографию по данному вопросу». В следующем, 1914, году Караганов получил за свой труд премию имени профессора Эраста Салищева.
Караганов принимал участие в работе Общества естествоиспытателей и врачей при Томском университете. 16 мая 1914 года он стал приват-доцентом, а 1 января 1915 — прозектором на томской кафедре судебной медицины и токсикологии. В сентябре 1919 года администрация медицинского факультета поручила ему преподавание на кафедре судебной медицины — в связи с вакантной позицией, освободившейся после смерти Попова. В 1920 году он стал профессором и заведующий кафедрой судебной медицины. Преподавал курс судебной медицины на медицинском и юридическом факультетах университета Томска. В том же году он организовал подотдел судебно-медицинской экспертизы при городском отделе здравоохранения Томска; являлся членом Сибирского учёного медицинского совета. Простудился во время заготовки дров для нужд университета — скончался в Томске от двусторонней пневмонии 18 марта 1921 года.

## Работы
Пётр Караганов является автором нескольких работ по судебной медицине:
- Материалы по приготовлению, сохранению и применению преципитирующих сывороток для судебно-медицинских целей // Известия Императорского Томского университета. 1913. Кн. 52;
- К вопросу о количественном определении стрихнина в некоторых случаях судебно-медицинской экспертизы // Известия Императорского Томского университета. 1914. Кн. 60.
  - К вопросу о количественном определении стрихнина в некоторых случаях судебно-медицинской экспертизы / Д-р мед. П. М. Караганов; Из Лаб. судеб. медицины Том. ун-та. — Томск : тип.-лит. Сиб. тов. печ. дела, [1914]. — 14 с.

## Архивные источники
- Государственный архив Томской области (ГАТО). Ф. 102. Оп. 1. Д. 895;
- ГАТО Ф. 102. Оп. 1. Д. 976;
- ГАТО Ф. 102. Оп. 2. Д. 1905.